# Álex Quintanilla Urionabarrenetxea
Álex Quintanilla Urionabarrenetxea (Bilbao, Biscaia, 2 de juliol de 1990), més conegut com a Álex Quintanilla, és un futbolista basc que juga com a defensa.

## Trajectòria
Es va formar en les categories inferiors de l'Athletic Club des de l'any 2000. En juvenils també va passar pel planter del Danok Bat, equip en el qual ja havia jugat en la seva etapa benjamí. En el Club Portugalete va debutar en 3a Divisió, en la temporada 2009-10, on va ser cedit pel conjunt blanc-i-vermell.
El pas a Segona B el va fer a les files del Bilbao Athletic en la temporada 2010-11. Les seves bones actuacions li van permetre fitxar per un dels principals equips de la categoria, el Deportivo Alavés (2011-12), on tot i que partia amb el rol de suplent va acabar aconseguint un lloc en l'onze titular passant a ser un dels jugadors més destacats de l'equip basc.
L'estiu de 2012, després d'una intensa rumorologia, va fitxar pel València Mestalla amb la idea de reforçar la seva defensa i poder arribar en un futur a la seva primera plantilla. Aquest últim objectiu va estar a punt de complir-se la temporada següent quan el tècnic merengot Miroslav Đukić va valorar la possibilitat de pujar-lo al primer equip, encara que el fitxatge de Rúben Vezo pel València CF va frustrar aquesta possibilitat. En tancar-se-li les portes del primer equip i comptar amb pocs minuts per part de tècnic del filial, Nico Estévez, es va decidir rescindir el seu contracte i signar a meitat de temporada, el 29 de gener de 2014, pel Barakaldo CF
La següent temporada i mitja la va passar en el conjunt fabril convertint-se en un jugador valuós, ja que va sumar més de 80 partits i va aconseguir 6 gols.
El 22 de juliol de 2016 es va anunciar el seu fitxatge per part de l'UD Almeria, la qual cosa li va permetre debutar en la segona Divisió. Al gener va fitxar pel CD Mirandés, on va romandre altres sis mesos.
El 31 de gener de 2018 va arribar al Còrdova CF com a agent lliure. Va ser un dels herois de la permanència de l'equip cordovès en Segona Divisió en aconseguir dos gols en les últimes dues jornades.El 27 d'agost de 2019 va fitxar per la UE Eivissa després d'haver finalitzat la seva etapa en el club cordovès.
El 21 de setembre de 2020 va signar una temporada amb el Nástic de Tarragona.

## Vida personal
És fill de Fernando Quintanilla, exfutbolista de l'Athletic Club. Té la carrera universitària d'Enginyeria Industrial.